# 此花
『此花』（このはな）はサクセスより発売されたアドベンチャーゲームシリーズ。
ゲームはセリフ選択によってマルチに展開していくデジタルノベル。
1作目はPSとDC、2作目はPS2とDC、3作目以降はPS2で発売された。また、外伝として2作品が携帯アプリで製作されている。
制作・企画はあかほりさとる率いるSATZ。キャラクターデザインはmooが担当した。

## 登場人物

### 主要人物
桃井 恵（ももい めぐる）
声 - 石田彰
本作の主人公。高校2年。両親と兄との4人家族。都内有数の進学校に在籍し優秀な成績を収めていたが、それを快く思っていなかった者によりカンニング疑惑を着せられる。その後独断で退学届けを出し、学校を自主退学したことに父親が激怒し、「どこでもいいから高校は出ろ」と言われた事から文部省に務めている父親の紹介といった形で此花学園に転校する事となった。そこでは波風立てずに生活する予定であったが、転校早々美亜子に弱みを握られ、強制的に学校未公認である新聞部に入部させられた上に、寮の自室も新聞部の部室と兼用して使われる事となった。
橘 美亜子（たちばな みあこ）
声 - 川澄綾子
高校2年。実家が京都にある為、寮で生活している。世界中を飛び回るジャーナリストになる為、新聞部の設立を目指している。好奇心と行動力が凄まじく、恵をいつも振り回している。また、活発で感情の起伏が激しく思ったことをストレートに言葉にする。内面は優しく困っている人を放っておけない正義感の強い一面もある。尚人に溺愛されているが本人はそれを拒絶しており、数分単位でくるメールや電話も一切受け取らない。余りのしつこさに携帯電話を蹴ってしまう事も。趣味はクロスワード。好物は浅漬けとポテトチップで『1』ではワサビ味やガーリック味であったが、『2』以降はキムチ味に変わった。いつも大量に所持していて、新聞部部室（恵の部屋）もそれらの置き場所と化している。
桜田 忍（さくらだ しのぶ）
声 - 浅野るり
『2』から登場する少女。高校2年。恵が通っていた進学校では常に成績を争う良きライバルであったが、カンニング事件で恵が転校した後に恵を追って此花学園に転校してくる。その後「推理同好会」を設立し、恵達に勝負を挑んでくる。クールな性格かつ態度もぶっきらぼうである為、敵をよく作りやすい性格である。
大見 優子（おおみ ゆうこ）
声 - つちやみえこ（『1』）、雛野まよ（『2』以降）
高校2年。美亜子の友人でいつも振り回されている恵に同情してくれる気さくな少女。ブラスバンド部所属。『3』までは平凡なキャラクターであったが、『4』では外見や性格の肉付けがされた。
萩原 尚人（はぎわら なおと）
声 - 鈴木正和
美亜子の従兄弟（1では義理の兄の実弟「義兄妹」となっていた）。美亜子に惚れ込んでいて、行動はストーカーを彷彿とさせる程。
ミステリおたくであり恵達には無い知識も持っている為、毎作アドバイスを必要とされている存在（美亜子以外に）。1では声のみで出演、2ではシルエットで登場、3では1カットで登場（ただし本人と語られていない）し、4ではサブシナリオの主人公と作品を重ねる毎に扱いは良くなっていった。
椎名 真由美（しいな まゆみ）
声 - 雛野まよ
『2』から登場する此花学園の化学教師。身体のラインが分かるようなコーディネートをしており、化学教師という事で白衣も着るが、スタイルが際立つシャツを身に付け、いつもミニスカートを履いている。新聞部の数少ない理解者でちょっとした頼みごとをしたり、パソコンを貸したりしてくれる。
風間 壬和子（かざま みわこ）
声 - 井上富美子
『2』から登場する刑事で、尚人に惚れている。その関係から、従兄妹である美亜子に警察が入手した情報も教える事もある。
小早川 亘（こばやかわ わたる）
声 - 浜田賢二
『3』から登場する少年。高校2年。此花学園の姉妹高である彼花学園の生徒会長を務める。恵達とはウォーターアイランドで出会い、その後一緒に行動する事となる。つかみどころのない性格で、高いハッキング技能も備えている。恵とは面識は無かったが以前からその名前は知っていた。

### KONOHANA:TrueReport
浅間 ひとみ（あさま ひとみ）
声 - 浅野真澄
水泳部部長、3年生。思ったことはやり遂げる芯の強い性格。厳しさと思いやりで、部員達からの信頼も高い。
藤崎 双葉（ふじさき ふたば）
声 - 新谷さや香
2年生。水泳部のムードメーカー。ポニーテールにぱっちりとした瞳、元気で明るく愛嬌がある性格で、先輩達にもかわいがられている女の子。
岸本 実穂（きしもと みほ）
声 - 大塚麻恵
3年生。自分の考えを持ち、まわりに流されるのを嫌う性格。思ったことは、相手が教師であろうがはっきり言う直情型でマイペースな性格でもある。石井伊都子とは幼馴染の親友である。
石井 伊都子（いしい いつこ）
声 - 桜井紗良
3年生。穏やかな性格でみんなに慕われており、学校の成績もかなり良い。部活の練習も欠かさずに熱心に参加している。岸本実穂とは幼馴染の親友である。
長山 晶子（ながやま しょうこ）
声 - 永井のあ
2年生。冷静沈着で大人しく、感情を表に出さない常に落ち着いている無口な女の子。そのためか、相手に誤解されてしまうことも多い。

### 此花2 〜届かないレクイエム〜
神崎 依央奈（かんざき いおな）
声 - 小島幸子
3年生、オカルト部部長。腰まで伸びる黒髪に、端正な顔立ち。性格も大人しく、控えめなのだがオカルト部に所属しているせいか、どこか怪しげなムードを感じさせる。幽霊や心霊現象、占いや宗教などにも博識である。
三石 信太郎（みついし しんたろう）
声 - 加瀬康之
2年生、科学部所属。細身で、とても華奢な感じの男子生徒。好き嫌いが激しく、野菜が苦手である。運動など激しく動くのが苦手で、休み時間などには、いつも読書しており、難しい科学の本を愛読している。
南 裕一郎（みなみ ゆういちろう）
声 - 鈴木正和
3年生、バスケ部所属。家庭の事情の為、中学生時代に2年間休学しており、現在20歳である。茶髪のツンツンヘアで目付きが鋭く、不良生徒そのものである。実際に、タバコを吸ったり、後輩をいじめていたりして、素行はかなり悪く、教師も手を焼いていた。ミシェルというロックバンドが好きで、そのロゴの入ったネックレスを持っている。
松井 吾郎（まつい ごろう）
声 - 浜田賢二
3年生、サッカー部所属。よく日焼けした色黒で長髪の男子生徒。軽薄そうな外見とは裏腹に、文武両道の真面目な性格で、友人や教師との関係も良好であった。
北山 雅美（きたやま まさみ）
声 - 雛野まよ
3年生、放送部所属。少し茶色いシャギーの入った、ロングヘアの女生徒。放送部という事もあって、元気いっぱいでよく喋る。中学生時代は南裕一郎と一緒にいじめを行っていたが、今では改心して、みんなに好かれる生徒になっている。

### 此花3 〜偽りの影の向こうに〜
※チャットメンバーの名はハンドルネームであり、本編でもその名で表記される。
ミヤビ
声 - 浜田賢二
ネット上でチャットを主催している少年で、チャットメンバーのまとめ役である。
シルバー
声 - 吉野貴宏
ミヤビが主催するチャットに参加するメンバーの一人。かなり体格が良く、やや軽いノリをしている少年。
ザップ
声 - 阪口周平
ミヤビが主催するチャットに参加するメンバーの一人。関西訛りの口調で話す少年。美亜子を自分の好きなアイドルと間違える。
カイ
声 - 小暮英麻
ミヤビが主催するチャットに参加するメンバーの一人。物静かで少し引っ込み思案な少女。
ヤマト
声 - 雛野まよ
ミヤビが主催するチャットに参加するメンバーの一人。物怖じしない性格で、口数も多いショートカットの少女。

### 此花4 〜闇を祓う祈り〜
染井 保夫
声 - 小野大輔
新幹線内にいた素性不明の男。修学旅行中、神社などで見かける他、何度か千菊にからんでいた。
千菊 剛
声 - 新垣樽助
病気で入院中の担任に代わって、此花学園にやってきた臨時の古文教師。プライベートで陰陽道の研究をしている。
鵜飼 直子
声 - 小暮英麻
以前、美亜子や優子と同じクラスだった事がある此花学園の高校2年生。
善財 和幸
声 - 新垣樽助
光妙子の秘書兼ボディガード。
鈴
声 - 小暮英麻
光妙子の四番弟子で、陰陽師見習い。おっとりしており、また、おっちょこちょいでもある眼鏡の少女。恵達とは修学旅行中に出会った。
光妙子
声 - 斉藤恵理
光妙新会と呼ばれる安倍晴明に由来する陰陽を起源とした団体の会頭。
広虫
声 - 無し
光妙子の元一番弟子。彼女が乗っていた車が炎上する事件が起きるが、遺体は見つからず、行方不明扱いとされている。五行の金を司る。
諸姉
声 - 高森奈緒
まったりとした口調で話す、ガサツで大雑把な性格の光妙子の一番弟子。五行の木を司る。
紀伊
声 - 斉藤恵理
さっぱりとして誰にでもフランクにうち解ける、明るい性格の光妙子の二番弟子。五行の水を司る。
百能
声 - 高森奈緒
切れ長の目をしている神経質な性格の光妙子の三番弟子。五行の火を司る。

## 各シリーズのあらすじ

### KONOHANA:TrueReport
春休みの終わり、高校生の桃井恵は静かな高校生活への期待を胸に、此花学園の付属寮に引っ越す。だが、同じ学校に通う橘美亜子の着替えをうっかり見てしまった事で弱みを握られてしまい、その期待は崩れ去る。しかも、始業式を前に、校内に古くから伝わる「死神伝説」と同じ方法で教師の山内が校庭で殺されるという事件が発生する。ジャーナリストを夢見る美亜子は、新聞部の創設を学校側に認めさせる為に、殺人事件を自分で解決しようと考え、恵を巻き込んで調査に乗り出す。

### 此花 if
シリーズの主人公、桃井恵が此花学園に転校してくる前の物語。今回の主人公は学園に教育実習にやってきた学園OBの元水泳部部長。人気女優が学園で紛失したイヤリングの捜索を校長から依頼され、学園を奔走する事に。その際、パートナーを美亜子を始め前作登場の水泳部の面々から一人選択して二人で行動する事になってしまう。

### 此花2 〜届かないレクイエム〜
『死神伝説』の事件から数ヶ月過ぎ、恵と美亜子は新聞部設立の為に猫探しなどの活動(雑用)を地道に行っていた。が、その二人の前に恵の前の学校から転校してきた桜田忍が現れ、推理探偵同好会を設立して勝負を挑んでくる。さらにその数日後、バスケ部の部室で火災が発生し、三年生一人が死亡した。地、水、火、風と名の付いた「死の四大天使」たちが学園の転入生を襲うという事件が発生する。密室の現場からは、謎のメッセージが入ったコインがみつかる。
こうして恵と美亜子の新聞部と忍の推理探偵同好会の戦いが始まる。

### 此花3 〜偽りの影の向こうに〜
恵と忍は、美亜子の鶴の一声と成り行きと謀略によりアミューズメントパーク・ウォーターアイランドに出かける。そこでオフ会のチャット仲間五人組と出会い彼らと行動を共にするが、お化け屋敷を訪れた際にその中の一人が殺されているのを発見してしまう。

### 此花 else 幽かなる記憶の断片
此花学園の生徒の春木賢二は、知人の殺人現場の傍で発見されたことから殺人の容疑者となってしまう。しかし彼は記憶喪失で自分の名前くらいしか覚えていなかった。そして何時ものごとく噂を聞きつけた新聞部の美亜子と恵、そして忍と共にこの事件を追うこととなる。

### 此花4 〜闇を祓う祈り〜

#### 京都修学旅行編
修学旅行の最終日、美亜子と忍、恵の三人は帰りの新幹線の中でまったりとしていたところ、車両内に響いた悲鳴で目を覚ます。三人が悲鳴の上がった所に駆けつけるとそこには倒れこんで苦しんでいる臨時教師の千菊剛と、京都で出会った見習い陰陽師の鈴。この現状から警察は鈴を容疑者と決め付け、連行しようとする。三人は真犯人を見つける為、修学旅行中の千菊とその周辺の出来事を振り返る。

#### 田龍湖編
修学旅行から数日後、恵、美亜子、忍の3人は鈴から手紙を通じて行方不明になった広虫についての調査を頼まれる。3人は、迎えに来た善財と共に山梨の田龍湖へ向かう。

## 此花パック ～3つの事件簿～
サクセスから2004年にSuperlite2000より、PSで販売された此花、PS2で販売された此花2、此花3が1つのDVDに混入された形でPS2用ゲームとして発売された。当時まだ発売されていなかった此花4のプロモーションムービーも同梱されている。CERO：C（15才以上対象）

## 関連商品

### 小説
此花KONOHANA：TrueReport―死神伝説の真相（電撃文庫）
此花と此花2の間の話。此花学園の「死神伝説」が生まれた真相を探るストーリー。

### コミック
桂遊生丸による1作目から3作目のコミカライズ、ゆめりあ1/2ゆきまるパック収録